# Музей природничої історії та ботанічний сад (Аґдер)
Музей природничої історії та ботанічний сад (Аґдер) (норв. Agder naturmuseum og botaniske hage) — колишній музей Крістіансанну — єдиний музей природничої історії на південному узбережжі Норвегії. Розташований у Крістіансанні у провінції Вест-Аґдер. Музей було засновано у 1828 році як частину соборної школи Крістіансанну, названу музеєм Крістіансанна.

## Постійна експозиція музею
З початку 1990-х років основна увага постійної експозиції приділяється темам: «Від Льодовикового періоду до теперішнього часу» та «Від моря до гір». Окрім того, відкрито виставку на тему «Корисні копалини та гірські породи». Додатково проводяться тимчасові виставки.

## Ботанічний сад
Ботанічний сад містить колекції рослин відкритого та закритого ґрунту. В оранжереї знаходиться найбільша колекція сукулентів у Норвегії.
Ботанічний сад поділений на зони: екзотичних рослин-хижаків, саду нектару, трав та популярного дитячого майданчика.
В саду зібрані різні колекції рослин. Є старий парк у вільному англійському ландшафтному стилі, історичний та сучасний розарій, Південно-норвезький розарій, тисячолітній сад, колекція хвойних дерев (дендрарій), багаторічники, альпінарій, ставок з водними рослинами, вересковий сад та колекція рододендронів.